# Bryophaenocladius pichinensis
Bryophaenocladius pichinensis är en tvåvingeart som beskrevs av Wang, Anderson och Ole Anton Saether 2005. Bryophaenocladius pichinensis ingår i släktet Bryophaenocladius och familjen fjädermyggor.
Artens utbredningsområde är Ecuador. Inga underarter finns listade i Catalogue of Life.